# Кривцов Володимир Станіславович
Володимир Станіславович Кривцов (12 грудня 1946, м. Вовчанськ Харківської області — пом. 24 червня 2017 Харків) — український науковець у галузі технології виробництва літальних апаратів, ректор Національного аерокосмічного університету ім. М. Є. Жуковського «Харківський авіаційний інститут», завідувач кафедри технології виробництва літальних апаратів. Доктор технічних наук, професор. Головний редактор фахового видання «Авіаційно-космічна техніка і технологія», член Ради з питань науки та науково-технологічної політики при Президентові України (з березня 1996 р.), голова науково-методичної ради за напрямком «Авіація та космонавтика» Міністерства освіти і науки України, керівник відділу аерокосмічної техніки АІНУ.

## Біографія
Народився 12 грудня 1946 р. у Вовчанську Харківської області.
Закінчив Харківський авіаційний інститут у 1971 р. за спеціальністю «Виробництво літальних апаратів». З лютого 1971 р. по квітень 1976 р. — інженер кафедри міцності літальних апаратів ХАІ. З квітня 1976 р. по лютий 1980 р. — асистент, старший викладач кафедри 107 ХАІ.
З лютого 1980 р. по березень 1989 р. — інструктор, заступник завідувача відділу, завідувач відділу науки і навчальних закладів Харківського обкому КПУ. У 1986—1989 рр. — депутат Харківської міськради народних депутатів.
З березня 1989 р. по лютий 1998 р. — проректор з наукової роботи ХАІ, з лютого 1998 р. — ректор вузу.
Кандидатська дисертація — «Дослідження напружено-деформованого стану шаруватих оболонок подвійної кривини змінної жорсткості з врахуванням деформацій поперечного зсуву» (Харківський авіаційний інститут), докторська — «Концепція створення технологічних систем виробництва деталей літальних апаратів з використанням імпульсних методів обробки» (Харківський авіаційний інститут, 1997 р.).

## Особисті відомості

### Нагороди, відзнаки та звання
Лауреат Державної премії України в галузі науки і техніки (2001 р.).

## Смерть та поховання
Помер 24 червня 2017 року у місті Харкові.
Похований 26 червня на 2-му міському цвинтарі.

## Родина
- Дружина — Кривцова Валентина Іванівна, фахівець у галузі енергетичного машинобудування. Професор кафедри фізико-математичних дисциплін Національного університету цивільного захисту України. Лауреатка Державної премії України в галузі науки і техніки[3].